# Bat Masterson
William Barclay “Bat” Masterson (Montérégie, Quebec, Canadá, 26 de noviembre de 1853 - Nueva York, 25 de octubre de 1921) fue —entre otros oficios y aficiones— un alguacil, sheriff, apostador, promotor y escritor de boxeo. Además de ser reconocido como un hábil pistolero del popularmente llamado «viejo oeste» de los Estados Unidos.

## Infancia y juventud
Masterson fue el segundo de cinco hijos de una familia que se mudó a Kansas proveniente de Nueva York e Illinois. A los 18 años partió del hogar junto a su hermano Ed en busca de nuevas oportunidades. Ambos fueron cazadores de búfalos y deambularon en muchas de las localidades del oeste del país. En su travesía hizo amistad con otras figuras de la época, entre ellas Wyatt Earp. Trabajaron en la construcción de líneas de ferrocarril en las cercanías de la entonces pequeña comunidad de Buffalo City, posteriormente conocida como Dodge City. Al poco tiempo se les sumó su hermano Jim.
En esa época continuaron cazando búfalos en la zona hasta 1873. Bat continuó vagando en diferentes partes del territorio. En el año 1874 se vio envuelto en un asedio de dos semanas conocido como “batalla de Adobe Walls” en Texas, donde una multitud de nativos Comanches, Kiowas y Cheyennes atacaron a una treintena de cazadores de piel blanca (entre ellos Masterson). En el fiero combate Bat demostró sus habilidades con las armas. En 1875 tuvo su primer incidente de sangre en ese mismo estado. En el hecho mató a un sargento de apellido King, debido a disputas sobre una mujer. Según un relato: 

Ya había oscurecido. Una chica llamada Ann Brennan llegó. King le ordenó que llamara a la puerta, pensando que Masterson, que estaba dentro, abriría… Masterson abrió, y le preguntó a la chica qué quería. Al sonido de su voz King se adelantó y, apuntando el cañón de su pistola contra Masterson, disparó. King disparó de nuevo y, accidentalmente, mató a la chica. Coincidiendo con este disparo Masterson disparó y King cayó con su corazón atravesado por una bala. La chica, King y Masterson quedaron hechos un bulto sangrante, los primeros dos fueron sepultados de inmediato. Para sorpresa de los cirujanos del fuerte Elliot, Masterson llegaba de regreso en su montura al cabo de ocho semanas.

Este tiroteo le dejó una herida en su pelvis que le dejó caminando con un bastón por el resto de su vida.

## Elección como sheriff de Dodge City
Masterson se dirigió a Dodge City en 1876. En esta localidad sirvió en la fuerza policial al lado de Wyatt Earp bajo el  mando del sheriff del condado, Charles Basset. También tuvo participación en la regencia de una sala de baile llamada Lone Star. Llegada la ocasión Bat se postuló para ser sheriff del condado, lo cual logró en noviembre de 1877. Antes de su nominación un periódico local mostró estas palabras: 

El Sr. W.B. Masterson está en carrera para ser sheriff. Bat es bien conocido como un joven con agallas y frialdad en casos de peligro. Ha servido en la fuerza policial  de esta ciudad…y sabe como atrapar los malhechores. Está bien cualificado  para estar en ese puesto, y, de ser electo, nunca  rehuirá del peligro.

Su elección la obtuvo con una ventaja de apenas tres votos. Se dijo después de su victoria: 

A Larry Dedger le faltaron solo tres votos para ser elegido sheriff del condado de Ford. Su triunfante opositor, Bat Masterson, se le conoce por ser frío, decisivo, un tipo duro con la pistola.

Sus años en la jefatura fueron muy agitados. Era reconocido por su traje y sombrero de hongo negros; su bastón y  la fama de ser diestro con las armas. Su servicio en esta labor fue muy reconocida, según un testimonio :

Nunca eliminó a un hombre que no se lo mereciera, y mantuvo a Dodge tan segura como una iglesia.

Su fuerza y destreza se notan, para el caso, con este hecho: Cierta vez un cowboy pendenciero estaba a punto de abandonar la ciudad en su caballo después de hacer algunas fechorías. Fue atrapado por Masterson al jalar el animal con tal fuerza que el jinete se desmoronó en el suelo. 
En 1878 su hermano Ed fue nombrado alguacil. Bat se opuso a su elección por la inseguridad del condado. Su temor se hizo realidad  cuando fue asesinado al intentar detener a un bribón. En el hecho se involucró  Bat, que mató después al asesino de Ed Masterson. Después del incidente estableció severas medidas en la urbe con toque de queda a partir de las 9 p. m..

### Altercado con Clay Allison
En una ocasión enfrentó la llegada de unos pillos texanos liderados por Clay Allison. La gente del poblado hizo circular el rumor de que los susodichos bandidos harían destrozos en el poblado. Bat se puso en guardia y se acompañó de reconocidos personajes, entre ellos Wyatt Earp, Doc Holliday, Charlie Basset y Luke Short para cualquier eventualidad. En defensa de la comunidad se hizo circular también la orden de «matar cualquier hombre con sombrero de vaquero», puesto que tal atuendo era usualmente amplio de alas; al contrario del usado por los residentes de Dodge City, que era de alas más cortas.
Allison entró al Alamo saloon en la noche. Los encargados del orden estaban ya organizados para cualquier problema. Ante la situación el tejano tomó una actitud más precavida. Momentos después Bat entró al establecimiento y Allison exclamó: «¿donde has estado, Bat? te he estado buscado por toda la ciudad»; Masterson respondió: «he estado merodeando detrás de ti con una rifle durante diez minutos»; el texano sólo alcanzó a reclamar acerca de un mal trato de un residente y accedió a desarmarse en consideración a los pobladores. Para fortuna de la ciudad este incidente no pasó a más.
Al parecer este hecho fue relatado por Wyatt Earp. Charlie Siringo, reconocido detective de la agencia Pinkerton, rechazó esta versión al afirmar que fueron dos empresarios de la localidad quienes intercedieron para calmar los ánimos.

## Años posteriores en el oeste

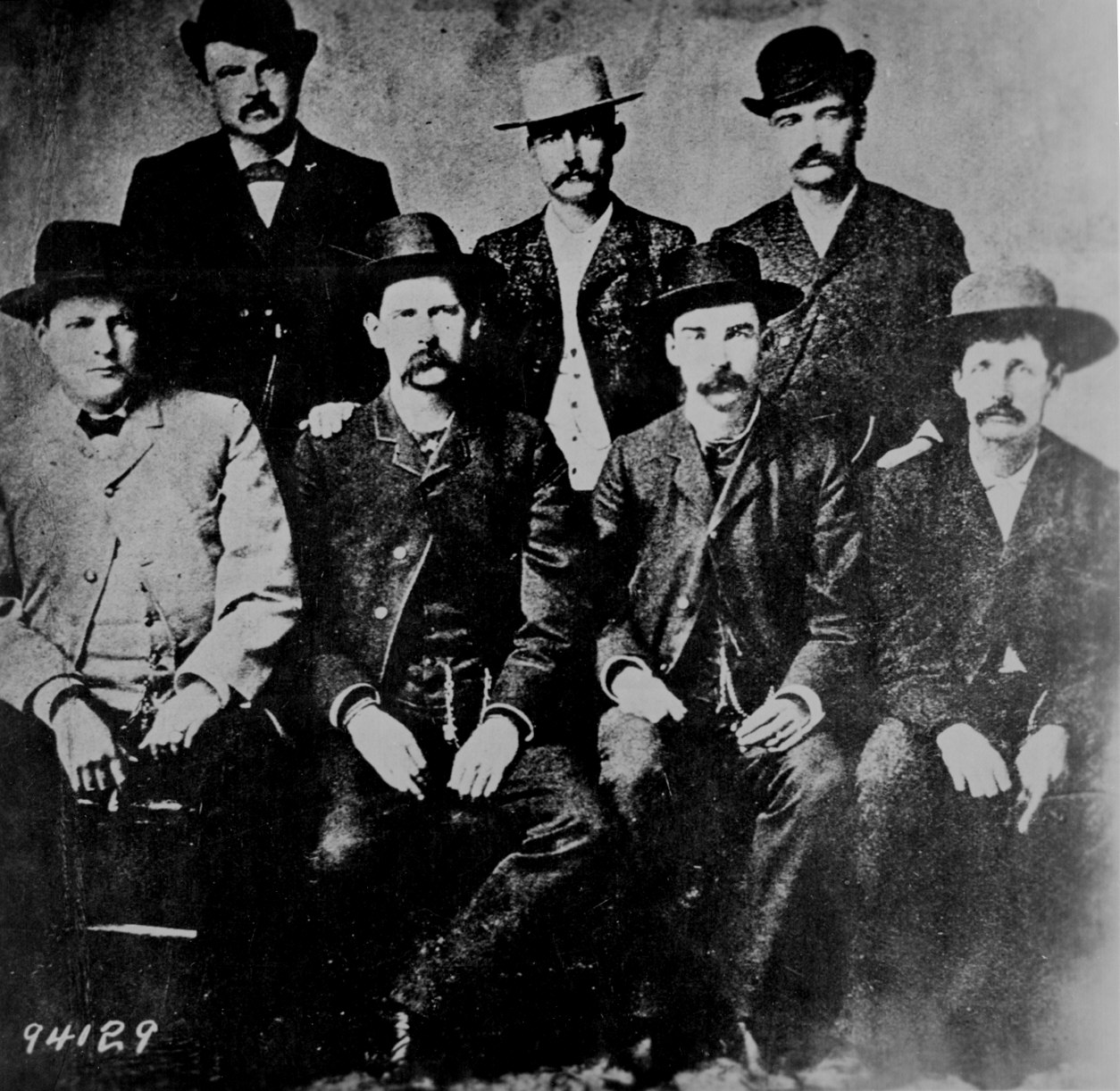
Masterson (de pie, tercero de izquierda a derecha) como parte de un comité de paz de la ciudad de Dodge City en 1883.

Una vez elegido como alguacil, intervino en una reyerta entre compañías ferrocarrileras. Su carrera policial terminó en el poblado cuando fue derrotado en las elecciones de noviembre de 1879 pues influyó que un periódico local lo tachaba de deshonesto. Después sirvió en diversas localidades en labores policiales. Regresó nuevamente a Dodge City en 1881, debido a un mensaje por cable en el cual se decía que su hermano James —que tenía participación en un saloon local— estaba bajo amenaza de muerte.
Llegó por un tiempo a Tombstone donde estaba asentado su amigo Earp, y se marchó del lugar poco tiempo antes del reconocido tiroteo en el O.K. Corral. Posteriormente fue elegido como alguacil de Trinidad, en Colorado, en 1882. En los meses posteriores volvió a deambular en el oeste, dedicado principalmente a los juegos de apuestas e involucrándose en numerosas correrías. Un periódico de la época comenzó a esparcir su fama cuando le describió como «un hombre de ojos cordiales que ha matado a 26 personas». La realidad, sin embargo, era lejos de esta cifra, puesto que se estima que no mató a más de dos hombres.
Volvió nuevamente a Dodge City y residió allí algunos años. Hacia 1891 Bat se dirigió nuevamente a Colorado y adquirió un teatro de variedades. Además, contrajo matrimonio con la actriz Emma Walters, en noviembre. No paró, sin embargo, de apostar y de vagar en los poblados de la zona. Se involucró en la promoción de peleas en las que se jugaba dinero. Participó también como second, entrenador y juez. Escribió para un periódico local acerca del boxeo y erigió un sitio para la práctica de este deporte.

## Años postreros en Nueva York
Masterson se mudó a Nueva York en 1902. Al poco de su arribo fue arrestado por portar armas y acusado de alterar un juego de cartas. Sin embargo, ya para 1904 era un reconocido y preeminente escritor deportivo en el Morning Telegraph con una columna muy popular que aparecía tres veces a la semana, la cual contenía comentarios mordaces. Logró ganar la amistad del entonces presidente Theodore Roosevelt, quien le eligió para alguacil del distrito sur de la gran ciudad hasta 1909. Preguntado una vez acerca de los días del oeste respondió: «estoy fuera de esa zona de peligro, y no quiero regresar nunca. Espero no ver a esas siniestras llanuras otra vez». Con todo, regresó al poco tiempo y sus comentarios fueron de sorpresa al ver el cambio en el desarrollo del territorio.
Masterson enfrentó un juicio en el que se le imputó asesinar a mexicanos y amerindios por la espalda, pero su persona fue respaldada por testimonios de personalidades que le apoyaban,  entre ellos scouts, sheriffs, y soldados que le conocían. Al final la denuncia le valió un resarcimiento de US$3.500  por daños a su imagen.
Continuó su amistad con Roosevelt hasta la muerte de este en 1919, la cual  fue muy sentida por Masterson quien murió dos años después de un ataque al corazón.
Según un relato de su persona en su juventud, Masterson era: 

Sabio, inmutable, precavido,  un líder natural. Generoso hasta el último dólar, el pobre y el necesitado se le acercan como aves nocturnas a un faro. A un coraje a toda prueba se le agrega un genio por la justicia, y lleva la honestidad hasta el romanticismo. A estas virtudes de mente y corazón, agreguen la fuerza de un oso, y tendrán la imagen de Masterson.